# Nomada baldiniana
Nomada baldiniana là một loài Hymenoptera trong họ Apidae. Loài này được Benzi mô tả khoa học năm 1892.